# Maximals
De Maximals zijn een fictief ras uit de Transformers-franchise. Ze hadden de hoofdrol in de series Beast Wars en Beast Machines. Daarnaast zijn er van de Maximals net als van de andere Transformers veel speelgoedmodellen uitgebracht. Alternatieve versies van de Maximals waren te zien in de Japanse series Beast Wars II en Beast Wars Neo.

## Omschrijving
De Maximals zijn de nakomelingen van de Autobots. In tegenstelling tot de autobots zijn de Maximals 1 of 2 meter groter dan een volwassen mens en niet een meter of 8 hoog. Dit om energie te besparen.
Net als Autobot kunnen Maximals veranderen in alternatieve vormen. In tegenstelling tot Autobots kunnen Maximals ook organische levensvormen zoals dieren en planten (te zien in Beast Machines) als basis gebruiken. Wanneer ze dit doen worden ze een mix van technologie en organisch weefsel. In hun robotmode zien ze er dan uit als robots, maar in hun alternatieve vorm als (soms veel grotere) versies van het dier dat ze als basis gebruiken.

## Beast Wars/Beast Machines
In de serie Beast Wars belandde een groep Maximals op de prehistorische Aarde. De planeet bleek toen nog zeer rijk te zijn aan pure energon. Daar de straling van Energon dodelijk is voor Transformers maar niet voor organische levensvormen, namen ze de gedaantes van dieren aan.
In de serie Beast Machines kregen de Maximals nieuwe techno-organische vormen om Megatron en zijn Vehicons te bevechten.

## Bekende Maximals
Bekende Maximals zijn:
- Optimus Primal
- Cheetor
- Rattrap
- Rhinox
- Tigatron
- Airazor
- Silverbolt (fuzor)
- Depth Charge
- Tiger Hawk
- Dinobot
- Savage/Noble (volledig organische transformer)
- Botanica
- Blackarachnia
- Nightscream